# C forte e C fraco
Nas ortografias latinas de muitas línguas europeias, incluindo o português, ocorre uma distinção entre o ⟨c⟩ forte e o ⟨c⟩ fraco, em que a letra ⟨c⟩ representa dois fonemas distintos. O som de um ⟨c⟩ forte geralmente precede as vogais não frontais ⟨a⟩, ⟨o⟩ e ⟨u⟩, e é o da oclusiva velar surda, /k/ (como em carro). O som de um ⟨c⟩ suave, tipicamente antes de ⟨e⟩, ⟨i⟩ e ⟨y⟩, pode ser uma fricativa ou uma africada, dependendo da língua. Em português, o som de um ⟨c⟩ suave é uma fricativa alveolar surda, /s/ (como no primeiro e no último ⟨c⟩ de "circunferência").
Não havia ⟨c⟩ fraco no latim clássico, onde era sempre pronunciado como /k/.

## História
Essa alternância é causada por uma palatalização histórica de /k/ que ocorreu no latim tardio e levou a uma mudança na pronúncia do som [k] antes das vogais anteriores [e] e [i].